# Morje plaka (Seliškar)
Seliškar je  napisal sodobno alegorično dramsko pesnitev Morje plaka (1920), v kateri nastopajo osebe Slovenija, Gorica, Istra, Dalmacija, Jetnik, Osveta. Osveta govori o žalujoči Sloveniji in jo hkrati tolaži, da je Osveta ta, ki daje moč in prinaša mir. Obljubo zaključi zbor, ki verjame, da bo kmalu prišlo odrešenje.

## Vir
- France Koblar, Slovenska dramatika 2. Ljubljana: Slovenska matica, 1973. (COBISS)